# Les Ayvelles
Les Ayvelles ist eine französische Gemeinde mit 859 Einwohnern (Stand: 1. Januar 2022) im Département Ardennes in der Region Grand Est (bis 2015 Champagne-Ardenne). Sie gehört zum Arrondissement Charleville-Mézières, zum Kanton Nouvion-sur-Meuse und zum Gemeindeverband Ardenne Métropole.
Umgeben wird Les Ayvelles von den Nachbargemeinden Villers-Semeuse im Norden, Lumes im Nordosten und Osten, Chalandry-Elaire im Süden, Saint-Marceau im Südwesten sowie La Francheville im Nordwesten.

## Bevölkerungsentwicklung
| Jahr                       | 1962 | 1968 | 1975 | 1982 | 1990 | 1999 | 2006 | 2019 |
| -------------------------- | ---- | ---- | ---- | ---- | ---- | ---- | ---- | ---- |
| Einwohner                  | 410  | 418  | 511  | 603  | 816  | 769  | 826  | 886  |
| Quellen: Cassini und INSEE |      |      |      |      |      |      |      |      |

## Sehenswürdigkeiten

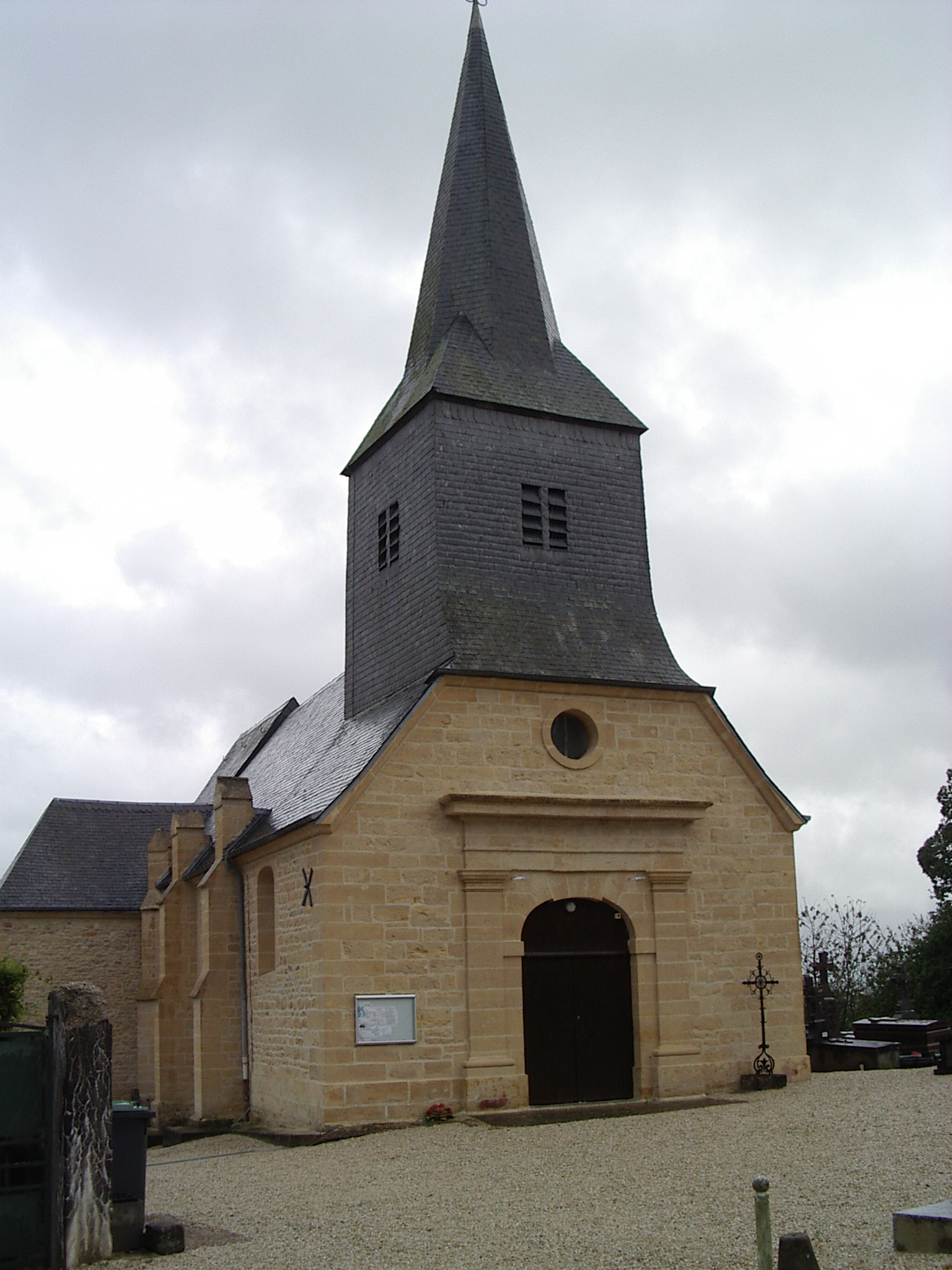
Kirche Saint-Remy
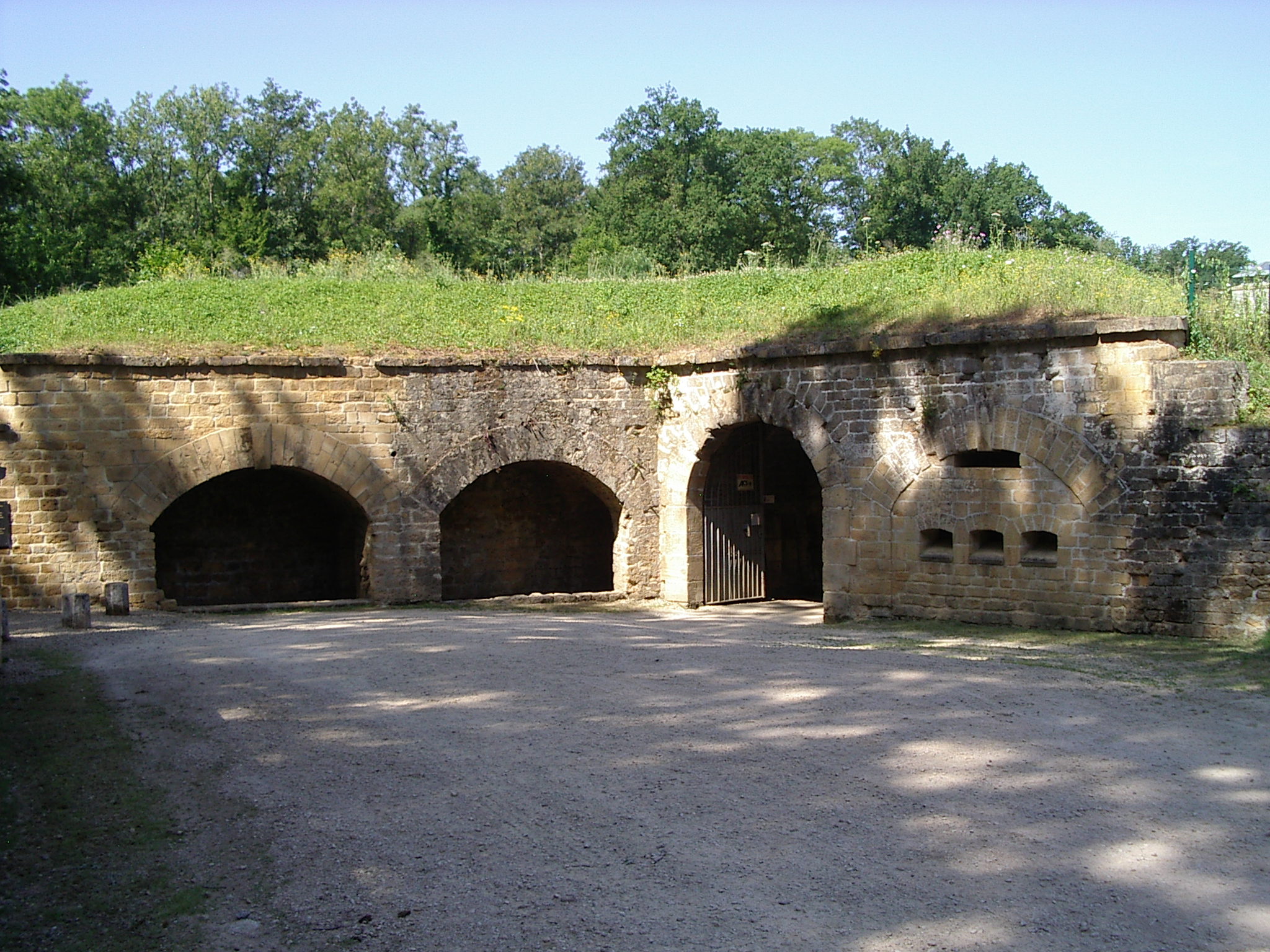
Fort und Batterie von Ayvelles
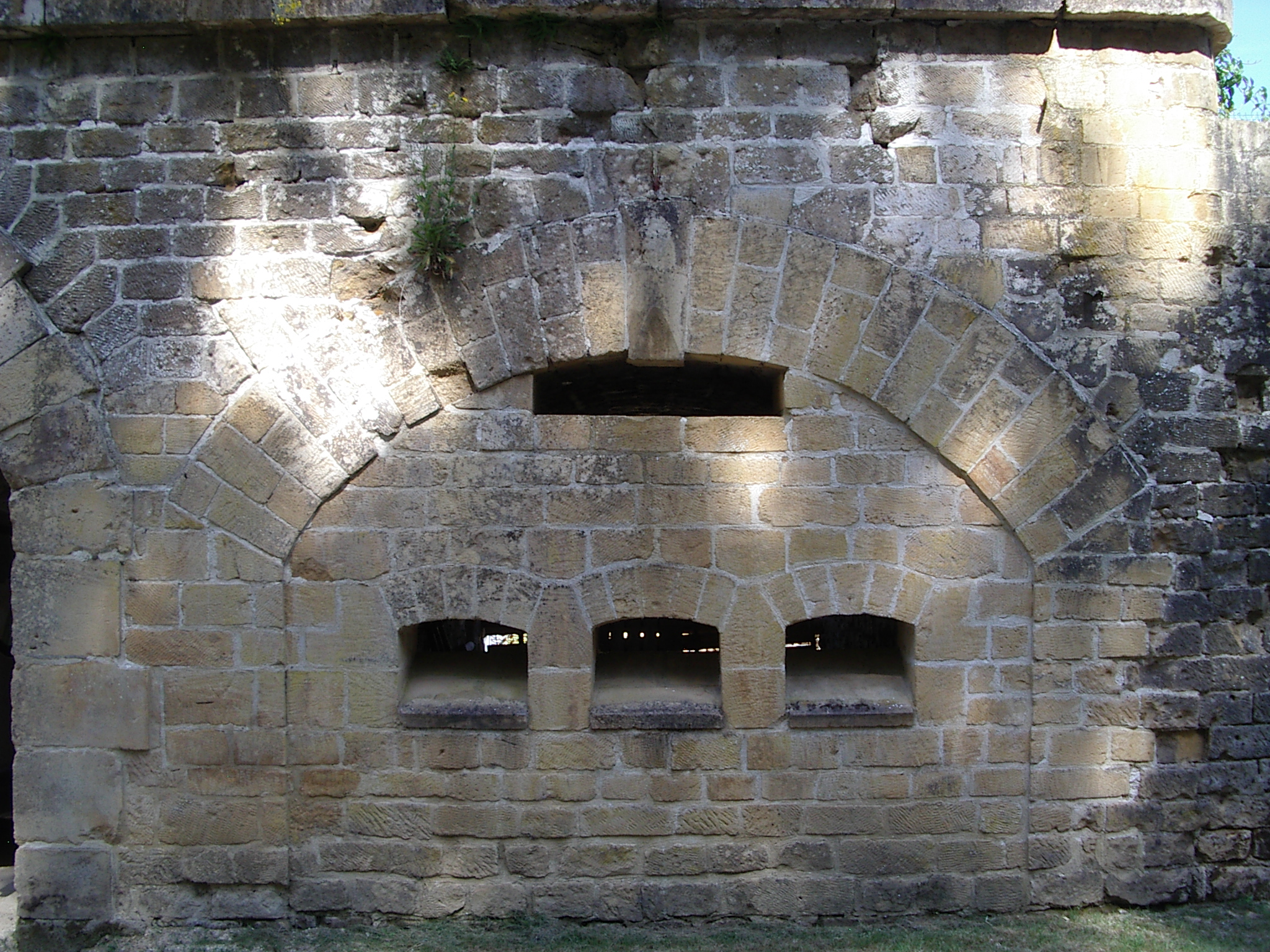
Schießscharten des Forts
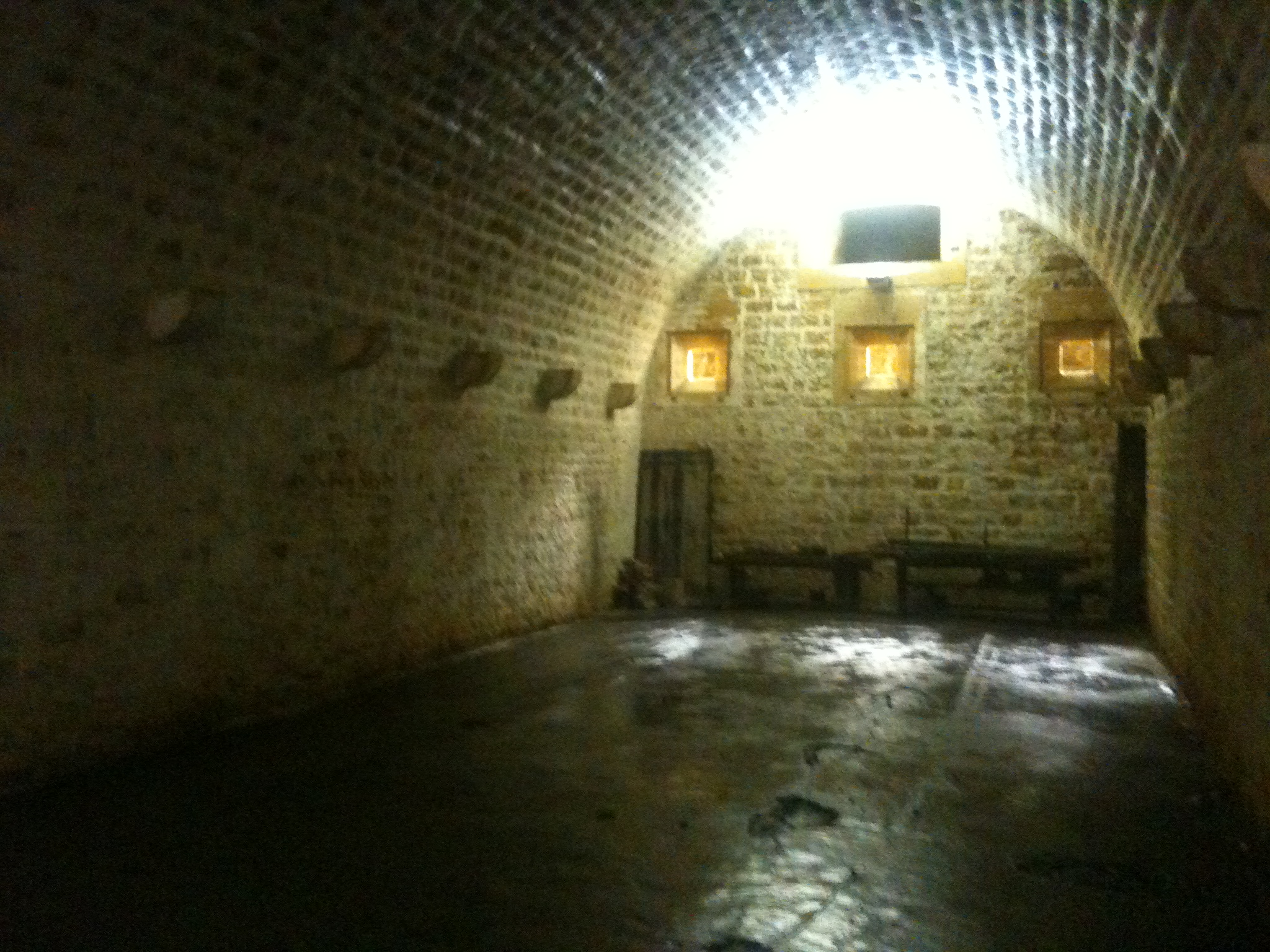
Alte Pulverkammer

- Kirche Saint-Remy
- Fort des Ayvelles
- Schießscharten des Forts
- Alte Pulverkammer